# Lois Wyse
Lois Wyse (* 30. Oktober 1926 als Lois Wohlgemuth in Cleveland, Ohio; † 6. Juli 2007 in New York City, New York) war eine US-amerikanische Autorin und Kolumnistin. Zum Zeitpunkt ihres Todes hatte sie mehr als 60 Bücher zu verschiedenen Themen wie Geschäft, Liebe und Familie geschrieben.

## Leben
Im Alter von 17 Jahren begann sie als Journalistin für The Cleveland News und The Cleveland Press zu arbeiten. Mit 18 arbeitete sie zusammen mit dem Fotografen Alfred Eisenstadt für das Life Magazine. Später war sie auch noch für Vogue und Cosmopolitan aktiv.
Lois heiratete Marc Wyse und sie starteten eine Werbeagentur mit dem Namen Wyse Advertising in Cleveland. Sie konzipierten einen kleinen Werbespruch für eine kleine Firma in Orrville, Ohio, namens The J.M. Smucker Co. der sie in den Vereinigten Staaten berühmt machte, nämlich: With a name like Smucker's, it has to be good („Mit einem Namen wie 'Smucker's', muss es gut sein“). Sie berieten auch Carl Stokes bei seiner erfolgreichen Kampagne zur Wahl zum Mayor of Cleveland im Jahre 1967.
Lois Wyse eröffnete im Jahre 1966 ein Firmenbüro in New York City. Sie arbeitete für eine Vielzahl von Klienten u. a. American Express und Revlon.
Das erste Buch von Lois Wyse, The I Don't Want to Go to Bed Book for Boys wurde von Macmillan Publishers im Jahr 1963 veröffentlicht. Das Buch Love Songs for the Very Married aus dem Jahre 1971 wurde mehr als 200.000 mal verkauft.
Sie schrieb auch einige Romane wie The Rosemary Touch (1974) und Kiss Inc. (1977).
Lois und Marcus Wyse ließen sich 1980 scheiden und sie heiratete den Theaterproduzenten Lee Guber 1982. Guber starb 1988. Wyse hatte zwei Kinder, einen Stiefsohn und acht Enkelkinder. Sie starb im Alter von 80 Jahren an Magenkrebs in New York City.